# الجامعة الليبية
الجامعة الليبية هو الاسم السابق لأول جامعة في ليبيا تأسست في مدينة بنغازي في 15 ديسمبر 1955. وكانت أولى كلياتها كلية الآداب والتربية بالجامعة الليبية لتضم 31 طالبا، وتم تخصيص القصر الملكي «المنار»، ليكون مقراً للجامعة، وقبل ذلك التاريخ كان وفد حكومي ليبي قد زار مصر وقابل رئيس مجلس الوزراء جمال عبد الناصر طالباً إعارة بعض الأساتذة العاملين في الجامعات المصرية للعمل في الجامعات الليبية، وقد وافقت الحكومة المصرية على هذا الطلب، بل وتعهدت بدفع مرتبات الأساتذة المعارين لمدة أربع سنوات، وهؤلاء الأساتذة هم: د. طه الحاجري (الأدب العربي)، ود.عبد الهادي شعيرة (التاريخ)، ود.عبد الهادي أبو ريدة (الفلسفة)، ود.عبد العزيز طريح شرف (الجغرافيا)، كما تعاقدت الجامعة الليبية مع الأستاذ وليامز (اللغة الإنجليزية) للتدريس فيها. كما رشحت الحكومة الأمريكية الدكتور مجيد خدوري رئيس مركز دراسات الشرق الأوسط ليكون عميداً لكلية الآداب والتربية، على نفقة الحكومة الأمريكية.

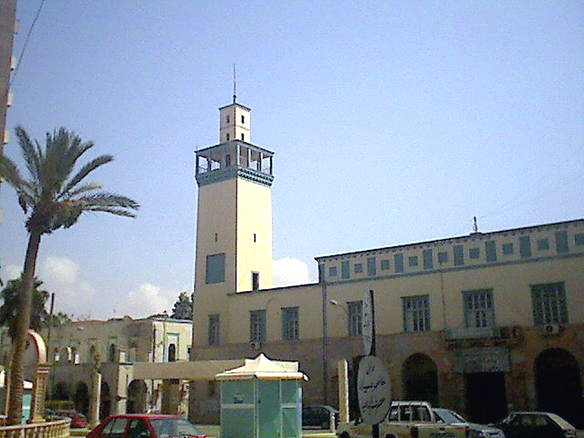
قصر المنار في بنغازي، المقر الرئيسي للجامعة الليبية سابقاً.

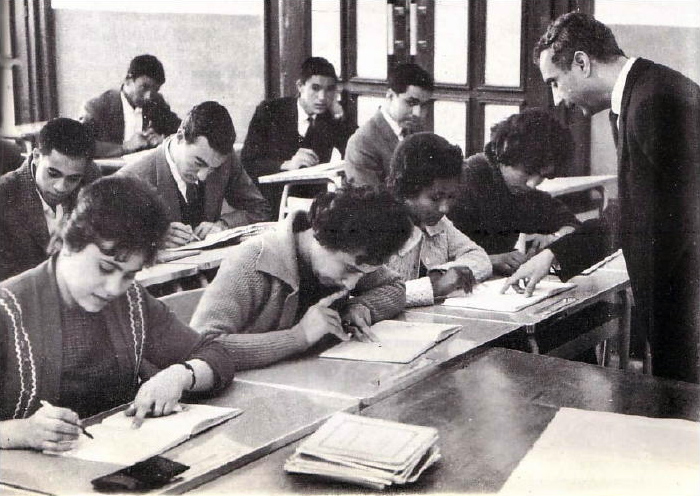
فصل دراسي في الجامعة في الستينيات.

في حين تأسست كلية العلوم بالجامعة الليبية في طرابلس عام 1956، وكلية الاقتصاد في بنغازي العام 1957، وكلية القانون في بنغازي العام 1962، وكلية الزراعة في طرابلس عام 1966 
في السادس من أكتوبر 1968 تم وضع حجر الأساس للمدينة الجامعية الجديدة في بنغازي، وقال رئيس الجامعة آنذاك الأستاذ عبد المولى دغمان أن كلية الطب ستبدأ الدراسة فيها في العام الدراسي 1971-1972.
ضمت إلى الجامعة كليتا الدراسات الفنية العليا والمعلمين العليا، وتغير اسم هاتين الكليتين فيما بعد إلى كليتي الهندسة والتربية، وتم إنشاء كلية الطب البشري في بنغازي سنة 1970 قبل الموعد المحدد لها، وكلية النفط والتعدين بطرابلس سنة 1972.
في أغسطس عام 1973 تم فصل الجامعة الليبية إلى جامعتين مستقلتين حيث كونت جميع كليات الجامعة الليبية في طرابلس جامعة طرابلس (التي تغير اسمها عام 1976 إلى جامعة الفاتح)، في حين كونت كليات الجامعة الليبية في بنغازي، جامعة بنغازي (التي تغير اسمها عام 1976 إلى جامعة قاريونس بعد انتقال كلياتها العام 1973 إلى المدينة الجامعية بضاحية قاريونس جنوبي بنغازي). وقد أُعيد تسمية كلتا الجامعتين إلى جامعة طرابلس وجامعة بنغازي بعد ثورة 17 فبراير.

## رؤساء الجامعة
قائمة برؤساء الجامعة منذ تأسيسها، وحتى فصلها عام 1973:
1. محمود البشتي 1956-1958.
2. عبد الجواد الفريطيس 1958-1961.
3. بكري قدورة 1961-1963.
4. مصطفى عبد الله بعيو 1963-1967.
5. عبد المولى دغمان 1967-1969.
6. عمر التومي الشيباني 1969-1973.